# Metaroman
En metaroman är en roman (text, litteratur) som kommenterar sin egen tillkomst, litteratur i allmänhet eller själva skrivprocessen. Denna skrivform har blivit populär i samband med postmodernismen på 1980-talet, men formen är känd långt tillbaka i historien. Ett berömt exempel är Miguel Cervantes roman Don Quijote, där författaren i första delen hävdar att det är en översättning av ett arabiskt manuskript, medan huvudpersonen Don Quijote i den andra delen blir igenkänd och möter folk som har läst om den falske Don Quijote (skrivet av en annan författare).
Även 1700- och 1800-talets brev- och dagboksromaner hade ofta ett drag av metaroman över sig, de kommenterade ofta själva skrivprocessen och även läsaren kunde kommenteras. Under samma period var det också vanligt att placera romanen i em ram av metafiktion, där berättelsen framställdes som om den var en överlämnad skildring av faktiska händelser.
Metaromanen har också blivit överförd till kriminallitteraturen. Författare som Agatha Christie och Dorothy Sayers (med flera) låter ofta en kriminalförfattare vara med i handlingen, eller understryker på något annat sätt att mysteriet som skall lösas snarare är litterärt, än reellt. Författaren John Dickson Carr låter i The Three Coffins/The Hollow Man (Den ihålige mannen; 1953) detektiven Dr. Gideon Fell klargöra att han i själva verket är en person i en kriminalroman, och att det inte finns någon anledning för läsaren att förmoda något annat.
Mera subtil metafiktion skapades av författaren Jorge Luis Borges i mitten av 1900-talet; detta finns i "Pierre Menard, författare till Don Quijote" ("Pierre Menard, autor del Quixote", 1939) och i kriminalparodin "Döden och kompassen" ("La muerte y la brújula", 1944). Båda dessa noveller finns översatta till svenska i novellsamlingen Labyrinter från 1991. Andra representanter för metalitteraturen är exempelvis Italo Calvino, Umberto Eco, Paul Auster, Julio Cortázar och Luigi Pirandello. Man kan även nämna Thomas Manns Roman om en roman (1949) och Lars Gyllenstens Diarium spirituale (1968).